# Piramide di Neferirkara
La piramide di Neferirkara (Egiziano: Bꜣ Nfr-ỉr-kꜣ-rꜥ; "the Ba of Neferirkare") (chiamato anche di Neferirkare, di Neferirkara Kakai o complesso piramidale di Neferirkare) era l'edificio ove fu sepolto il Faraone Neferirkara Kakai nel XXV secolo a.C.. Era la struttura più alta nel sito della necropoli di Abusir, situata tra Giza e Saqqara. Il suo scavo ha portato alla scoperta dei Papiri di Abusir.
La V dinastia segnò la fine delle grandi costruzioni piramidali durante l'Antico Regno. Le piramidi dell'epoca erano più piccole e divennero più standardizzate. La piramide di Neferirkare si differenziava dalle altre poiché era originariamente costruita come una piramide a gradoni. Essa poi venne racchiuso in una seconda piramide a gradoni con alcune modifiche per farla diventare una piramide classica. Tuttavia, con la morte del faraone, il lavoro venne completato dai suoi successori, utilizzando materiale da costruzione più economico.
Il complesso di Neferirkare mancava di diversi elementi di base che caratterizzavano un classico complesso funerario piramidale come ad esempio il tempio della valle e una piramide di culto. Invece, questi furono sostituiti da un piccolo insediamento di case di mattoni fatte con fango e erette a sud del monumento da dove i sacerdoti potevano svolgere le loro attività. In seguito la piramide divenne parte di un più ampio e grande cimitero di famiglia. Nei suoi pressi sorsero i monumenti alla consorte di Neferirkare (Khentkaus II) e ai suoi figli, Neferefre e Nyuserre Ini.